# Dekschuit

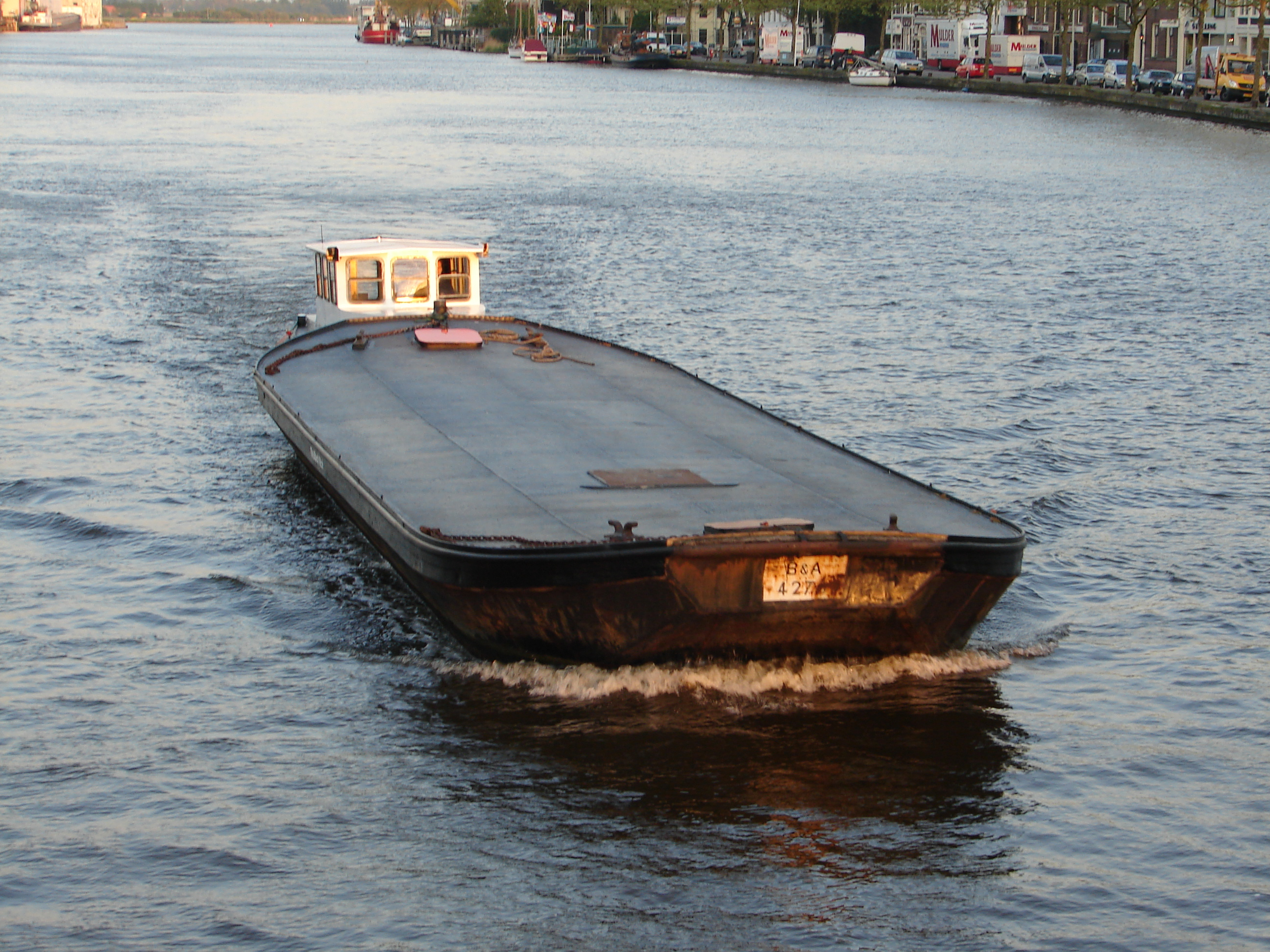
Dekschuit Black Bitch, opgeduwd door een sleepboot

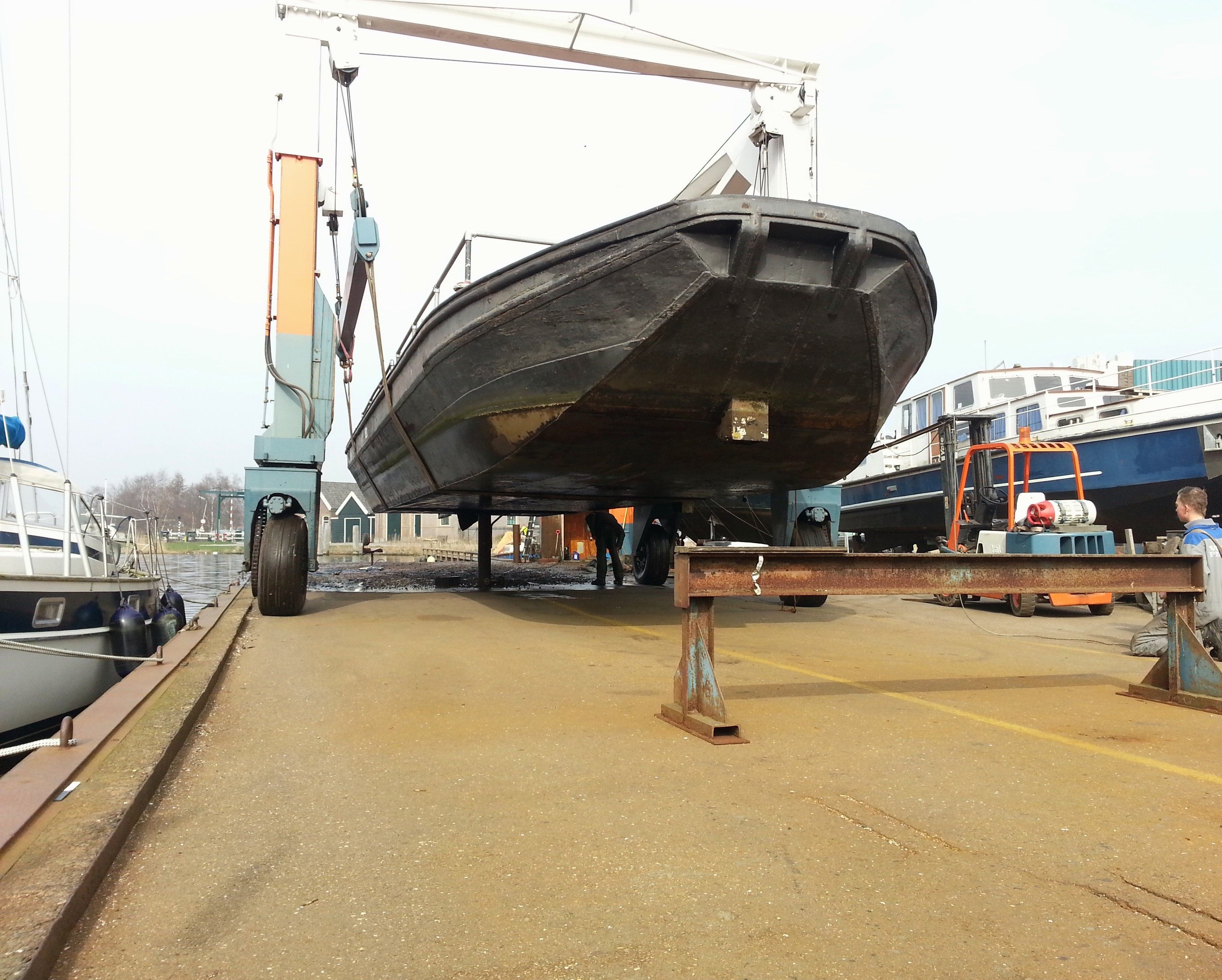
Het hijsen van dekschuit Dex voor onderhoud, waarbij de platte bodem kenmerkend is

Een dekschuit is van oorsprong een motorloos gesloten vaartuig met vlakke bodem en stompe voor- en achtersteven. Een dekschuit heeft een zeer beperkte diepgang door de vlakke bodem en relatief grote lengte en breedte. De Zaanse maat (17 × 4,20 meter) was een formaat schip dat werd afgestemd met de bouw van sluizen zodat de industrie ongehinderd geschut kon worden. Het gewicht is ongeveer 1 ton per meter lengte bij dit formaat. Die diepgang is slechts 30 cm, waardoor dit type schip zeer geschikt was om door grachten en poelen te varen. Het laadvermogen is ongeveer 30 ton, waarbij het schip dan ca. 50 cm dieper komt te liggen.
Van het schip wordt alleen het dek gebruikt. Hoewel het dek luiken heeft (meestal één voorin en één achterin), werd er geen lading in het binnenschip vervoerd. Bovendien is de stahoogte binnen slechts 1 meter, waardoor er zeer beperkte bewegingsvrijheid is. Tegenwoordig worden dekschuiten soms voorzien van een opbouw, waardoor het schip als woonschip of recreatieschip gebruikt kan worden.

## Soorten dekschuiten
Men onderscheidt de volgende typen:
- Dekschuit, een gesloten schuit met vlak dek, doorgaans zonder motor
- Zolderbak, een dekschuit met een grote bak in het dek voor opslag van bagger, water, of afval
- Motordekschuit, een dekschuit met ronde achtersteven en een (diesel-)motor

## Gebruik
Dekschuiten werden als werk- en opslagschepen gebruikt bij bouwwerkzaamheden, alsmede voor vervoer van goederen. De dekhoogte was vaak gelijk aan de kadehoogte zodat goederen gemakkelijk konden worden verladen. In de veengebieden rond Amsterdam, zoals de Zaanstreek, werden dekschuiten veel ingezet rond 1900 om de lokale handel en industrie te ondersteunen. De schuit werd door een paard gejaagd of geboomd door twee opvarenden.
Tegenwoordig worden dekschuiten voornamelijk gebruikt in de recreatievaart en in de bouw, waarbij bouwmaterialen of tijdelijke bouwketen op het dek geplaatst worden. Het is als het ware een drijvende werkvloer zoals een ponton.